# ボウ滝
ボウ滝（英語: Bow Falls）とは、北アメリカ大陸の北西部を、だいたい東の方向へと流れるボウ川の本流に存在する瀑布である。滝の規模はそれほどでないものの、その割に観光客の多い場所として知られている。

## 地理

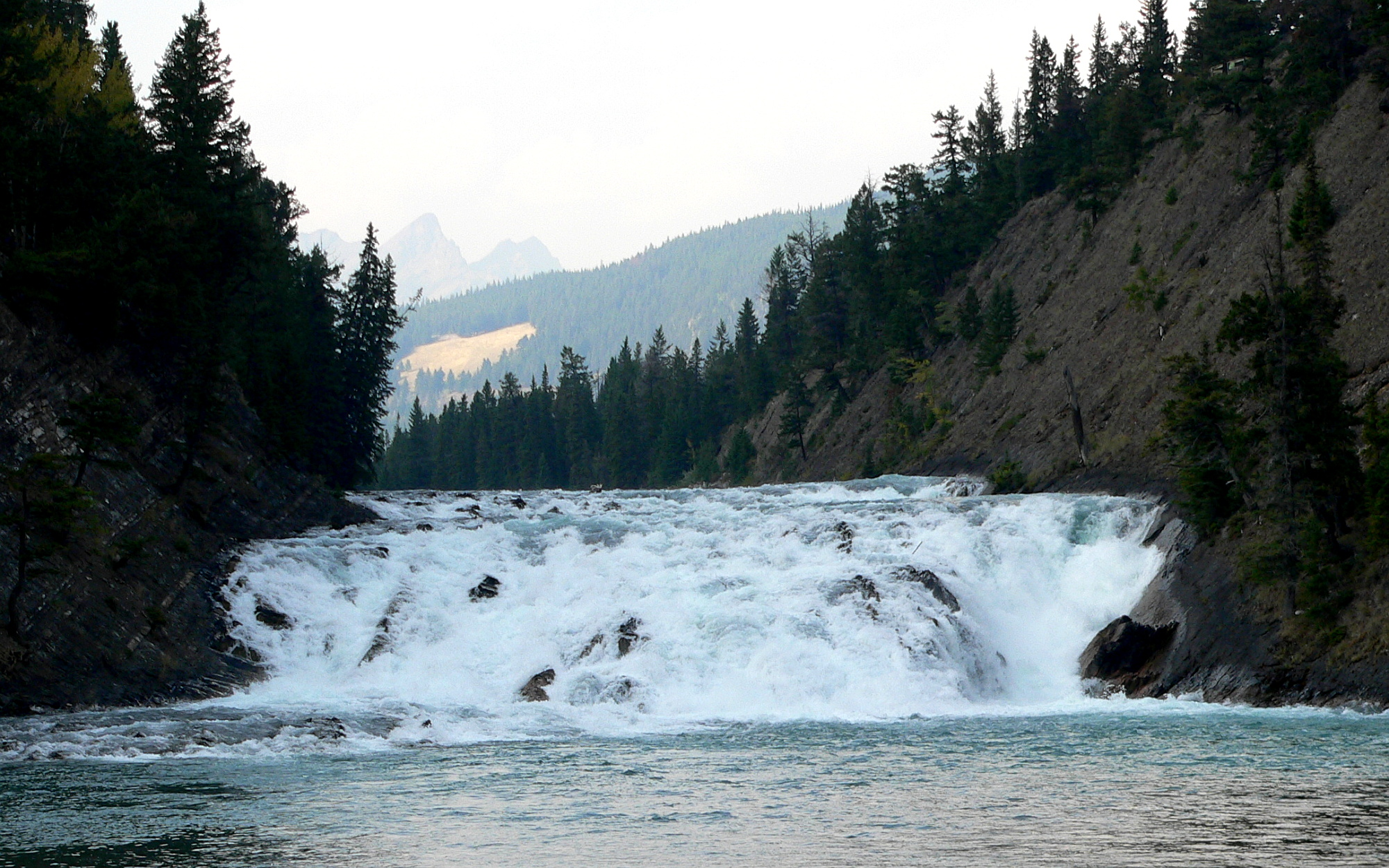
ボウ滝の様子。滝の幅は約30 mある。

ボウ滝の規模は、高さ約9.1 m、幅約30 mほどである

。
この滝は、北緯51度10分3秒、西経115度33分43秒に位置している

。
ここは、カナダ西部のアルバータ州のバンフの町近郊に当たり

、町から徒歩でも簡単に来られる距離である。また、この場所は、ボウ川の支流の1つのスプレイ川が、ボウ川へと合流直前に当たる。ちなみに、スプレイ川のボウ川への合流地点は、北緯51度9分55秒、西経115度33分33秒であり、ボウ滝とは直線距離にして数百m程度でしかない。ところで、ボウ滝の存在するボウ川は、その流路全体がカナダ西部のアルバータ州内を流れていて、その水源はボウ氷河である。このボウ氷河からボウ滝までは、直線距離で約85 km離れている

。
ただ、ボウ川は約587 kmの流路長を持つ川であって、ボウ川の中流域に形成された都市の1つカルガリーからボウ滝までは、直線距離で約100 km離れている

。
このように、源流から85 km離れていたとしても、ボウ滝の存在する場所は、ボウ川においては上流部に当たる。そして、この滝とその周辺地域は、バンフ国立公園に指定されている

。

## 映画のロケ地
ボウ滝は、付近に建設されたバンフ・スプリングス・ホテルと同様に、ロバート・ミッチャムとマリリン・モンローが出演したことでも知られている、1954年に公開された映画作品『帰らざる河』のロケ地となった

。
このためなのか、この滝は比較的小さな滝であるのにもかかわらず、訪れる観光客の数が多いことで知られている。